# Дидим
Диди́м (тур. Didim) — курортный город и район на восточном побережье Эгейского моря, в провинции (иле) Айдын на юго-западе Турции.
Город Дидим расположен приблизительно в 200 километрах южнее Измира. Административный центр одноимённого района. Численность населения около 41 тыс. человек (на 2009 год).

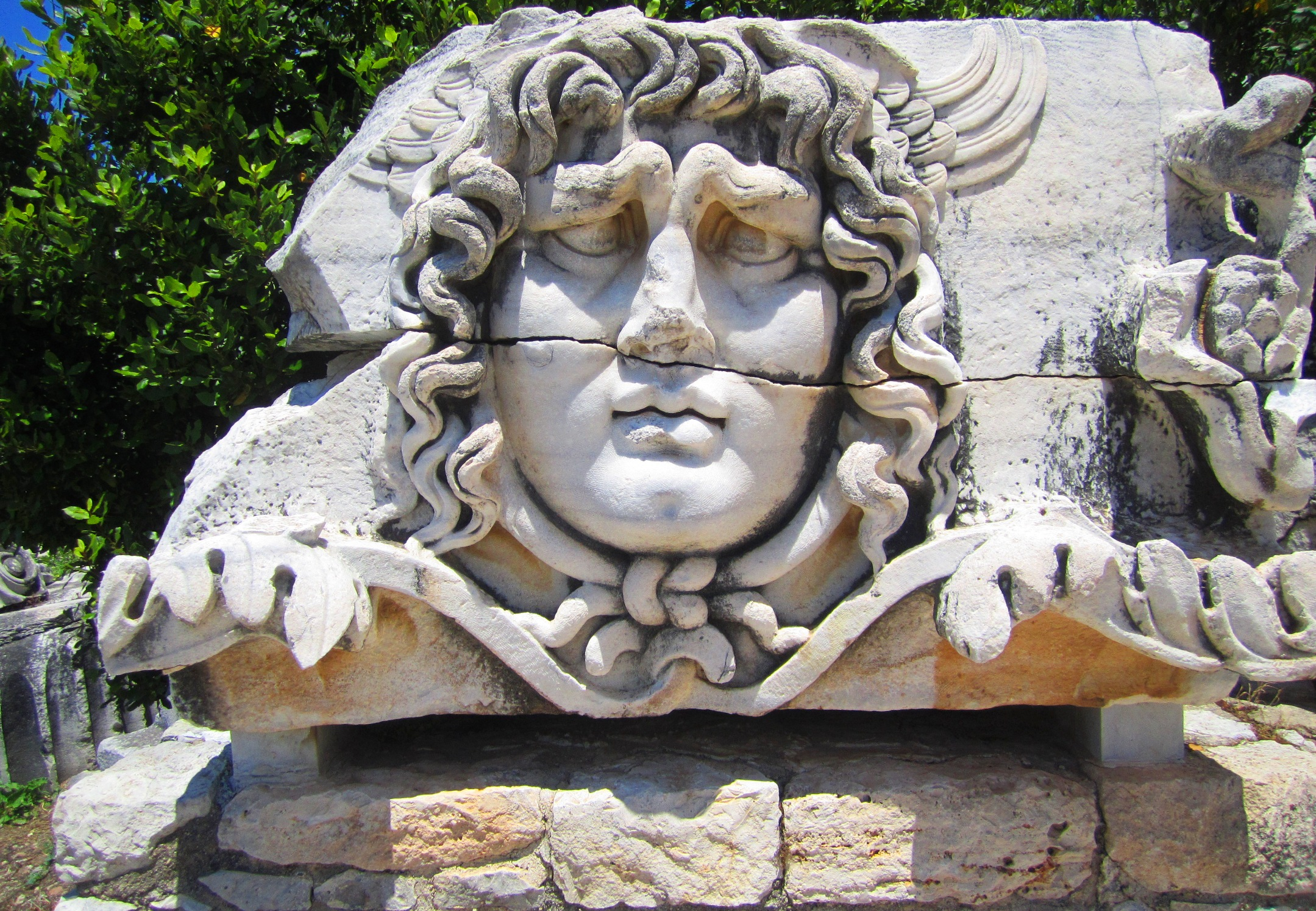
Голова Медузы

В древности на месте современного поселения находился античный город Дидима, с прославленным храмом Аполлона, в котором находился оракул. В настоящее время строения, оставшиеся от этого храма, делают его одним из наиболее сохранившихся памятников древнегреческой архитектуры. Город Дидим развивается как один из туристических центров эгейского побережья Турции. Особенно развита инфраструктура туризма в районе центрального городского пляжа в городском районе Алтынкум («Золотой песок»).
Близ города Дидим находится длинноволновая радиовещательная станция Бафа, с двумя передающими мачтами высотой в 380 метров.

## Города-партнёры
- Лаубах, Германия
- Лерос, Греция
- Буланык, Турция